# تشن تشانج
تشن تشانج (بالصينية: 張震) هو ممثل تايواني، ولد في 14 أكتوبر 1976 بتايبيه في تايوان.

## أعمال

### أفلام
- (2000) النمر الرابض والتنين الخفي[4]

## وصلات خارجية
- تشن تشانج على موقع IMDb (الإنجليزية)
- تشن تشانج على موقع قاعدة بيانات الأفلام العربية
- تشن تشانج على موقع ألو سيني (الفرنسية)
- تشن تشانج على موقع أول موفي (الإنجليزية)
- تشن تشانج على موقع أول موفي (الإنجليزية)
- تشن تشانج على موقع قاعدة بيانات الأفلام السويدية (السويدية)
- تشن تشانج على موقع قاعدة بيانات الفيلم (الإنجليزية)
- تشن تشانج على موقع كينوبويسك (الروسية)